# Nogna
Nogna é uma comuna francesa na região administrativa de Borgonha-Franco-Condado, no departamento de Jura. Estende-se por uma área de 6,11 km². Em 2010 a comuna tinha 307 habitantes (densidade: 50,2 hab./km²).